# Крид 3
Крид 3 (енгл. Creed III) је амерички спортски драмски филм из 2023. године, режисера Мајкла Б. Џордана (у његовом редитељском дебију), према сценарију који су написали Кинан Куглер и Зак Бејлин. Наставак је филма Крид 2 (2018) и девето је остварење у франшизи Роки. Главне улоге тумаче Џордан, Теса Томпсон, Џонатан Мејџорс, Вуд Харис, Флоријан Мунтеану и Филисија Рашад. Ово је први филм у франшизи без Силвестера Сталонеа у улози Рокија Балбое, иако је потписан као продуцент. Филм прати како се успешни и недавно пензионисани боксер Адонис Крид суочава са својим пријатељом из детињства и бившим боксерским вундеркиндом Демијаном Андерсоном.
Филм је званично најављен у септембру 2019, као и да ће се Џордан вратити у главној улози; у октобру 2020. је такође потврђено и да ће он бити режисер. Мејџорс и остатак глумачке поставе су се придружили између новембра 2021. и септембра 2022. године. Филм је сниман од јануара до априла 2022. у Лос Анђелесу, Тампи и Џорџији.
Филм је премијерно приказан 9. фебруара 2023. у Мексико Ситију, док је у америчким биоскопима изашао 3. марта исте године. Добио је позитивне критике критичара и зарадио је преко 275 милиона долара широм света. Наставак је у фази развоја.

## Радња
Године 2002. у Лос Анђелесу, млади Адонис „Дони” Крид се искрада са својим најбољим пријатељом, шампионом Златних рукавица Демијаном „Дејмом” Андерсоном, да га гледа како наступа у подземном боксерском мечу. Након Дејмове победе, он говори Донију о својим тежњама да постане професионалац и светски шампион. По доласку у продавницу пића, Дони импулсивно напада човека по имену Леон, а Дејм је ухапшена док Дони бежи.
Данас, Дони се повукао из бокса да би се фокусирао на своју жену Бјанку и њихову ћерку Амару, чије је оштећење слуха довело до тога да породица течно говори амерички знаковни језик. Дони води боксерску академију Делфи са Тонијем „Литл Дјуком” Еверсом Млађим и промовише свог штићеника, светског шампиона Феликса „Ел Герера” Чавеза, у мечу против Виктора Драга. Док њих двоје сведоче погоршању здравља Донијеве усвојитељске мајке Мери-Ен, Амара тежи да постане боксер попут Донија, што је доводи у невоље у школи јер је ударила другу ученицу.
Пуштен из затвора, Дејм налази Донија и дели његову жељу да настави своју боксерску каријеру. Дони невољно позива Дејма у теретану, али његово присуство изазива Чавезов и Дјуков презир. Дејм касније посећује Донијев дом, где упознаје његову породицу и препричава време које су провели у групној кући, причу коју Бјанка никада није чула. Дејм тражи од Донија борбу за титулу против Чавеза, али овај одбија. Након што Драга нападне непознати нападач на забави за Бјанкину издавачку кућу, што доводи у питање његову способност да учествује у предстојећој борби, Дони именује Дејма као Драгову замену. Дејм осваја неприкосновено првенство у тешкој категорији у борби против Чавеза у Crypto.com арени.
Након меча, узнемирени Дони посећује Мери-Ен, која му показује писма која је Дејм писао Донију док је био у затвору, а која је она крила од њега јер је веровала да је имао лош утицај на њеног сина. Једно писмо садржи слику на којој се види Дејм са другим затвореником којег Дони препознаје као Драгог нападача. Схвативши да је Дејм испланирао напад, Дони му се супротставља, а Дејм признаје да га је изманипулисао да би добио титулу. Дони не може да се отвори пред Бјанком о својој кривици за Дејма, који ужива у својој новостеченој слави и јавно клевета Донија као преваранта који му је окренуо леђа.
Мери-Ен доживи још један мождани удар и умире. После њене сахране, Дони признаје Бјанки о ноћи када је Дејм ухапшен, откривајући да је Леон био насилни неговатељ у њиховој групној кући пре него што је усвојен. Пошто је Дони напао Леона пред продавницом пића, борба која је уследила са Леоновим пријатељима навела је Дејма да посегне за пиштољем. Након што је Дејм ухапшен, Дони га никада није контактирао, осећајући кривицу.
Охрабрен Бјанком, Дони одлучује да изађе из пензије и изазива Дејма за шампионат, што овај прихвата. Након тренинга са Дјуком и опорављеним Драгом, Дони се суочава са Дејмом у „Битки за Лос Анђелес” на стадиону Доџер. У исцрпљујућој изједначеној борби, Дони има визије свог насилног хранитељског дома и Дејмовог живота у затвору, што доводи до нокдауна у последњој рунди. Дони нокаутира Дејма, добија меч и осваја титулу. Након тога, Дони се мири са Дејмом, при чему обојица признају да нису криви један за другог. Дони се придружује Бјанки и Амари у рингу на празном стадиону, где се претвара да боксује са Амаром. Док Дони и његова породица напуштају ринг, он гледа на празан стадион Доџер.

## Улоге
| Глумац               | Улога                        |
| -------------------- | ---------------------------- |
| Мајкл Б. Џордан      | Адонис „Дони” Крид           |
| Теса Томпсон         | Бјанка Тејлор-Крид           |
| Џонатан Мејџорс      | Демијан „Дејм” Андерсон      |
| Вуд Харис            | Тони „Литл Дјук” Еверс Млађи |
| Мила Дејвис-Кент     | Амара Крид                   |
| Флоријан Мунтеану    | Виктор Драго                 |
| Филисија Рашад       | Мери-Ен Крид                 |
| Хосе Бенавидез Млађи | Феликс Чавез                 |
| Селенис Лејва        | Лаура Чавез                  |
| Тони Белју           | Рики Конлан                  |
| Канело Алварез       | самог себе                   |